# تی‌اتان
تی‌اتان (به انگلیسی: Thietane) یک ترکیب شیمیایی با شناسه پاب‌کم ۹۲۵۱ است. شکل ظاهری این ترکیب، مایع بی‌رنگ است.